# Wemperhardt
Wemperhardt (lb. Wemperhaart) – wieś (Uertschaft) w północnym Luksemburgu, w kantonie Clervaux, w gminie Weiswampach. Do 3 października 2015 miejscowość leżała w dystrykcie Diekirch.

## Demografia
We wsi mieszka 55 osób (1 stycznia 2023).